# Olympische Sommerspiele 2016/Wasserspringen – Turmspringen Synchron (Frauen)
Das Synchronspringen vom 10-m-Turm der Frauen bei den Olympischen Spielen 2016 in Rio de Janeiro wurde am 9. August 2016 im Parque Aquático Maria Lenk ausgetragen. 16 Athletinnen (acht Paare) nahmen daran teil. 
Der Wettbewerb wurde in einem Durchgang mit jeweils fünf Sprüngen durchgeführt.
Wie bei den bisherigen vier Austragungen dieses Wettbewerbs gewann ein Paar aus China: Chen Ruolin gewann zum dritten Mal in Folge Gold in dieser Disziplin, dieses Mal mit Liu Huixia. Die Silbermedaille ging an Jun Hoong Cheong und Pandelela Rinong Pamg aus Malaysia, die ihrem Land die erste Medaille im Synchronspringen bei Olympischen Spielen bescherten. Bronze gewannen erneut die Dritten von London 2012, die Kanadierinnen Meaghan Benfeito und Roseline Filion. 

## Titelträger
| Olympiasieger | Chen Ruolin, Wang Hao ( China)      | 368,40 Punkte | London 2012 |
| Weltmeister   | Chen Ruolin, Liu Huixia ( China)    | 359,52 Punkte | Kasan 2015  |
| Europameister | Maria Kurjo, My Phan ( Deutschland) | 279,75 Punkte | London 2016 |

## Finale
9. August 2016, 21:00 Uhr (UTC−3)
| Platz | Name                                    | Nation             | Sprung | Sprung | Sprung | Sprung | Sprung | Punkte |
| Platz | Name                                    | Nation             | 1      | 2      | 3      | 4      | 5      | Gesamt |
| ----- | --------------------------------------- | ------------------ | ------ | ------ | ------ | ------ | ------ | ------ |
| 01    | Chen Ruolin/ Liu Huixia                 | China              | 55,80  | 55,80  | 79,20  | 75,84  | 87,36  | 354,00 |
| 02    | Jun Hoong Cheong/ Pandelela Rinong Pamg | Malaysia           | 52,80  | 52,80  | 76,50  | 79,68  | 82,56  | 344,34 |
| 03    | Meaghan Benfeito/ Roseline Filion       | Kanada             | 52,80  | 52,80  | 74,70  | 75,24  | 80,64  | 336,18 |
| 04    | Kim Kuk-hyang/ Kim Mi-rae               | Nordkorea          | 49,80  | 53,40  | 81,00  | 76,80  | 61,44  | 322,44 |
| 05    | Tonia Couch/ Lois Toulson               | Großbritannien     | 50,40  | 50,40  | 75,60  | 79,68  | 63,36  | 319,44 |
| 06    | Paola Espinosa/ Alejandra Orozco        | Mexiko             | 50,40  | 49,20  | 71,10  | 61,38  | 72,00  | 304,08 |
| 07    | Amy Cozad/ Jessica Parratto             | Vereinigte Staaten | 48,60  | 50,40  | 65,70  | 62,40  | 73,92  | 301,02 |
| 08    | Ingrid de Oliveira/ Giovanna Pedroso    | Brasilien          | 44,40  | 45,00  | 74,88  | 52,80  | 63,90  | 280,98 |